# Cristo con i quattro grandi penitenti
Cristo con i quattro grandi penitenti è un dipinto a olio su tavola (144x128 cm) realizzato nel 1617 circa dal pittore Peter Paul Rubens.
È conservato nella Alte Pinakothek di Monaco.